# Ancien hôpital de Lausanne
L'ancien hôpital de Lausanne, également appelé Grand hôpital ou Hôpital de la Mercerie, est un bâtiment situé sur le territoire de la commune vaudoise de Lausanne, en Suisse.

## Histoire
Le premier hôpital de Lausanne est fondé en 1282 par l'évêque Guillaume de Champvent. Il est alors dédié à la Vierge Marie et sera agrandi à plusieurs reprises au cours des siècles. L'ancien bâtiment est détruit après l'invasion bernoise et est totalement reconstruit par Rodolphe de Crousaz entre 1766 et 1771 et devient, avec l'Académie et l'Hôtel de ville, l'un des symboles architecturaux de cette période. Il est composé de trois ailes en fer à cheval et est situé à une extrémité de la colline de la Cité.
Tout d'abord propriété de la ville de Lausanne, le bâtiment est racheté par le canton en 1806 et sert successivement de prison, puis à nouveau d'hospice et d'hôpital jusqu'en 1875. Il est utilisé dès 1879 comme bâtiment scolaire, dans le cadre du gymnase de la Cité et est inscrit comme bien culturel suisse d'importance nationale.